# Barrage de Borçka
Le barrage de Borçka est un barrage situé dans la province d'Artvin en Turquie sur le fleuve de Çoruh (Çoruh Nehri).